# Шенвелкау
Шенвелкау (њем. Schönwölkau) општина је у њемачкој савезној држави Саксонија. Једно је од 36 општинских средишта округа Сјеверна Саксонија. Према процјени из 2010. у општини је живјело 2.595 становника. Посједује регионалну шифру (AGS) 14730280.

## Географски и демографски подаци
Шенвелкау се налази у савезној држави Саксонија у округу Сјеверна Саксонија. Општина се налази на надморској висини од 63 метра. Површина општине износи 49,2 km². У самом мјесту је, према процјени из 2010. године, живјело 2.595 становника. Просјечна густина становништва износи 53 становника/km².

## Међународна сарадња
| Мјесто | Држава    | Врста сарадње | Од    |
| ------ | --------- | ------------- | ----- |
|        | Чешка     | контакт       | 1966. |
|        | Француска | партнерство   | 2005. |
| Извор  |           |               |       |